# پوتاقا هیرکا
پوتاقا هیرکا (به اسپانیایی: Putaqa Hirka) یک کوه در پرو است که در Peru, Ancash Region واقع شده‌است. پوتاقا هیرکا ۴٬۲۰۰ متر بالاتر از سطح دریا واقع شده‌است.